# Ingvar Johannesson
Ingvar Valter Johannesson, född 26 oktober 1912 i Västra Sallerups församling, Malmöhus län, död 1979, var en svensk pedagog och psykolog.
Johannesson, som var son till Hans Johannesson och Elin Andersson, avlade folkskollärarexamen i Lund 1934, studentexamen som privatist i Malmö 1937, blev filosofie kandidat vid Lunds universitet 1943, filosofie licentiat där 1947 och filosofie doktor där 1954. Han var folkskollärare i Bosjökloster 1934–1937, i Lund 1937–1947, speciallärare i pedagogik vid Alnarps institut 1945–1948 och övningskollega vid folkskollärarseminariet i Lund 1947. Han blev lektor i psykologi och pedagogik vid folkskoleseminariet i Helsingborg 1947, vid Lärarhögskolan i Stockholm 1956, docent i pedagogik och pedagogisk psykologi vid Stockholms högskola 1956 och professor i pedagogik vid Lunds universitet 1970. Han var stiftare, ledamot och sekreterare i Sällskapet för psykologi och pedagogik i Lund från 1946, medlem av centralstyrelsen för Sveriges psykologförbund 1955–1956, ordförande dess Stockholmsavdelning 1957–1958 och redaktör för Nordisk psykologi 1960–1962. Han skrev ett antal artiklar i psykologiska och pedagogiska tidskrifter. Han var ledamot av Socialstyrelsens vetenskapliga råd från 1968.